# Линија 92 (Београд)
Линија 92 (Београд на води — Остружница /Караула/) је једна од аутобуских линија у Београду. 

## Историјат
Линија је уведена средином 1990-их на траси Зелени венац — МЗ Макиш. Касније, 2000-их година, је најпре скраћена до тадашње главне железничке станице, а касније продужена до Остружнице. Садашњу трасу од Београда на води добила је 30. октобра 2020. године.